# 자시 (아이누)

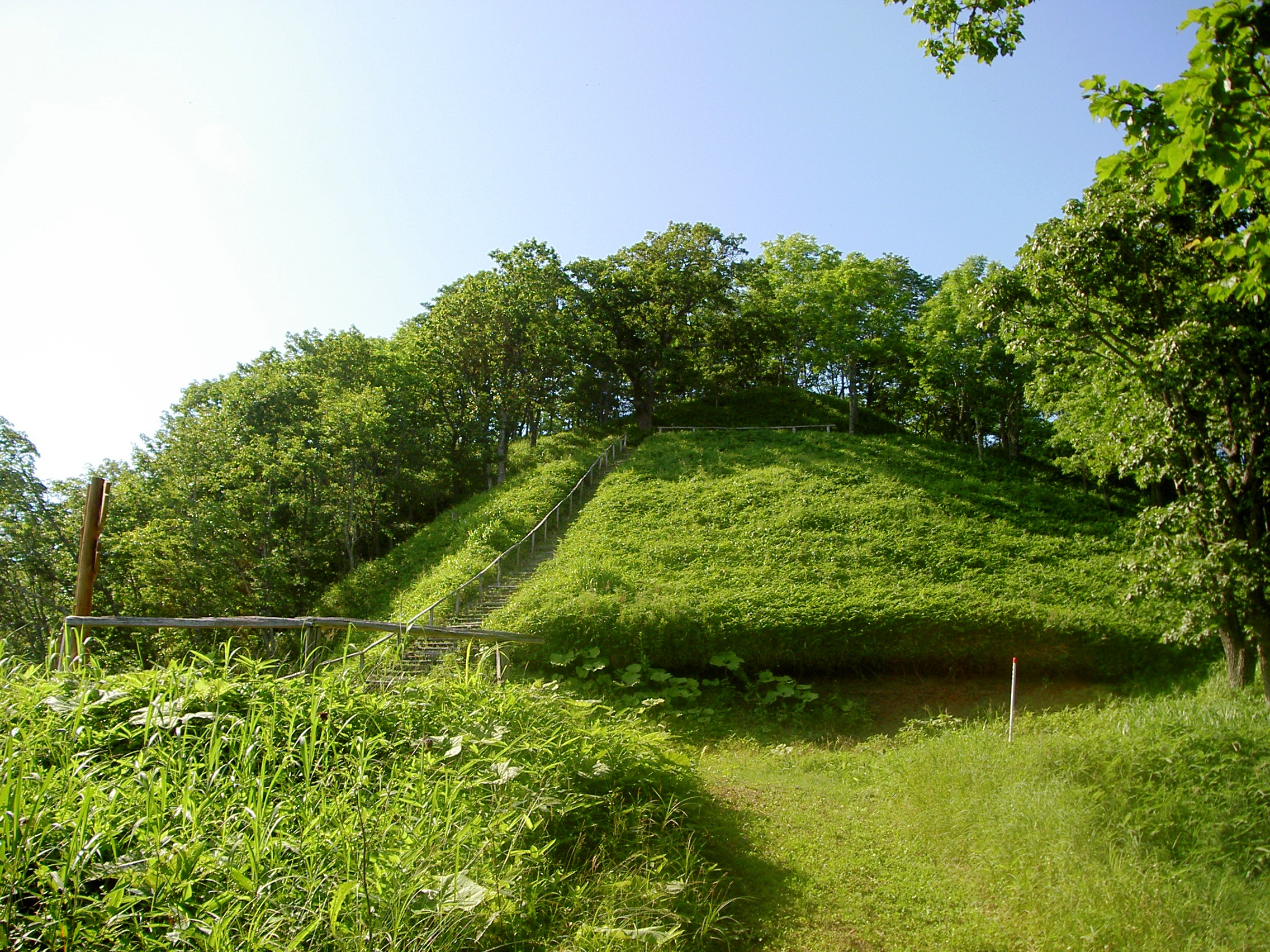
구시로 습원 국립공원의 자시

자시(일본어: チャシ, 砦)는 아이누의 구릉지 방어 시설을 일컫는 일본어 용어이다. 이 단어는 아이누어의 자시(아이누어: チャシ /t͡ɕasi/)에서 유래했으며, 목책이나 목책으로 둘러싸인 구역을 의미한다. 다른 이론으로는 비슷한 의미를 지닌 긴 돌담을 뜻하는 중세 한국어 '잣'(/t͡ɕa̠t̚/)과의 연관성을 제기하기도 한다. 홋카이도에서는 520개 이상의 자시가 확인되었는데, 대부분 섬의 동부 지역에 분포해 있다. 다른 자시들은 사할린 남부와 쿠릴 열도에서도 발견되었다. 캄차카의 오스트로구나 동북아시아의 고로디셰와 같은 유사한 현상들은 독자적으로 발전했을 수 있다. 현재 구시로 지역의 도야 자시를 포함한 일부는 무로마치 시대에 만들어졌으며, 나머지는 대부분 17세기 초에 건설되었다. 이러한 자시의 건설은 일본과의 "교역 강화"로 인한 자원 경쟁의 증가와 관련이 있을 수 있다.

## 형태
1643년 네덜란드의 탐험가 마르턴 헤리츠 브리스는 홋카이도 동부에서 마주친 자시를 다음과 같이 기록했다.
이 요새들은 다음과 같이 만들어졌다. 요새가 위치한 산에는 가파른 좁은 길이 있었고, 사방으로 사람 키의 1.5배 높이의 목책이 설치되어 있었다. 그 안에는 두세 채의 집이 있었다. 목책에는 튼튼한 쇠고리가 달린 큰 전나무 문이 있었다. 문을 닫으면 두 개의 튼튼한 빗장이 쇠고리를 통과해 고정되었다. 이 목책의 두 모서리에는 전나무 판자로 만든 높은 망대가 감시용으로 세워져 있었다.

## 자원 경쟁

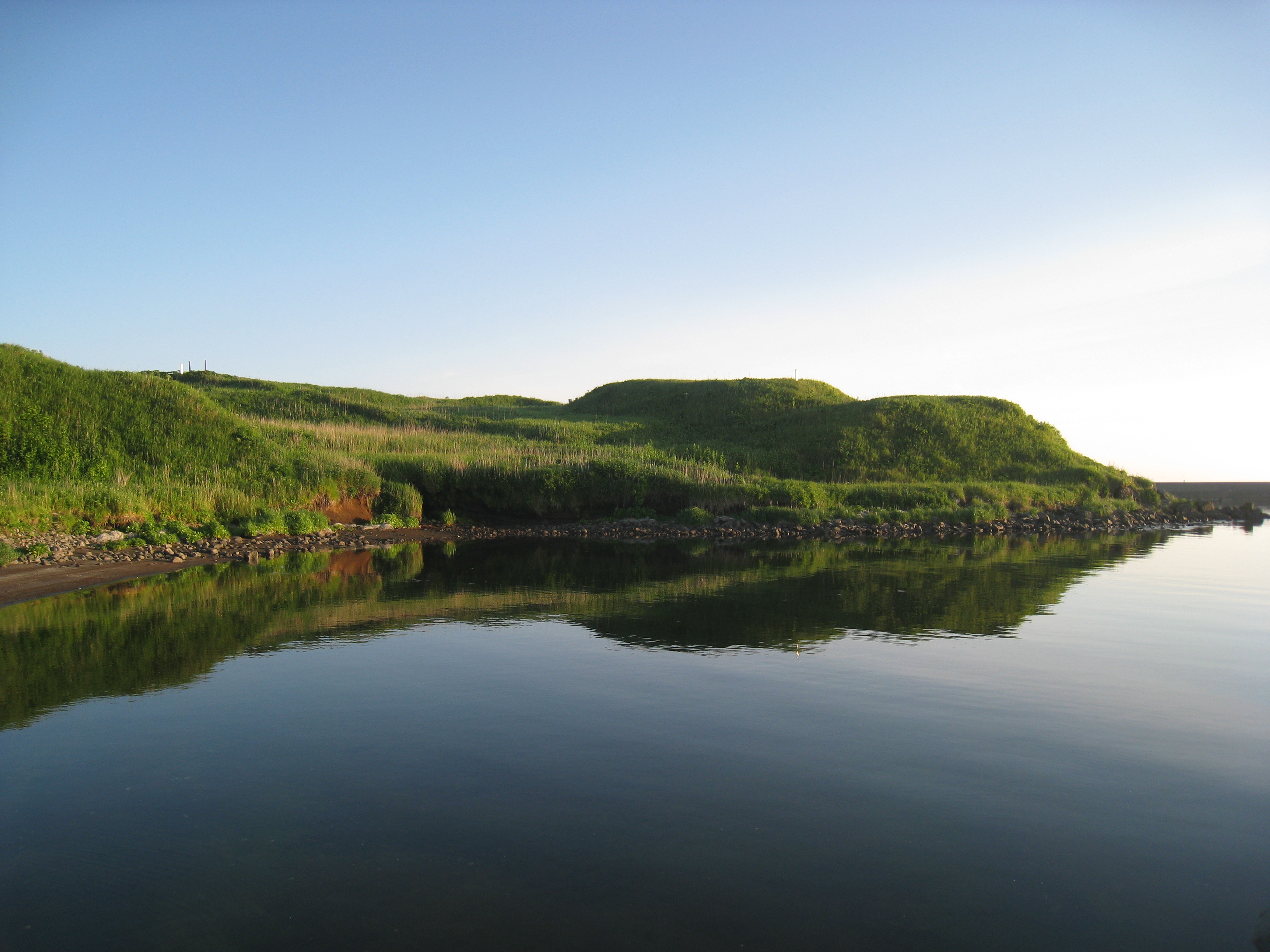
네무로반도의 자시(사적)

1604년 도쿠가와 이에야스는 마츠마에 번에 아이누족과의 독점 교역권을 부여했다. 농업 기반이 부족했던 이 번은 교역에 의존했고, 아이누족 역시 점차 일본의 상품과 위세품에 의존하게 되었다. 발굴된 자시에서는 일본의 칠기, 도자기, 철기, 도검류와 함께 사할린에서 온 것으로 추정되는 구슬이 발견되었다. 소비재로는 쌀, 사케, 담배 등이 있었다. 아이누족은 이에 대한 대가로 조류, 짐승, 물고기에서 얻은 제품과 식물, 약재, 그리고 사할린을 통해 수입한 물품들을 교역했다. 그러나 "교역소의 시장 문화는 과도한 사냥과 어로를 통해 생태계의 균형을 파괴했다." 다음 세기 말에 이르러서는 자연 자원의 고갈로 기근이 발생했다. 더욱이 "동물과 어장을 둘러싼 경쟁이 대부분의 아이누 분쟁의 핵심이었다."

## 샤쿠샤인의 난
《에조 호키》(蝦夷蜂起, 에조 봉기)와 《쓰가루 잇토시》(津軽一統志, 쓰가루 통일기)는 1668~69년의 내부 갈등을 기록하고 있는데, 이는 일본인 학살과 군사 개입, 그리고 진압으로 이어진 샤쿠샤인의 난으로 알려져 있다. 《에조 호키》에 따르면, 아이누 사회에서의 지역적 영향력은 "좋은 땅", "많은 도구", 카리스마적 권위, 체력을 바탕으로 했다. 1668년, 사슴과 곰 새끼, 살아있는 학을 둘러싼 분쟁으로 하에 지역의 지도자 치쿠나시와 그의 어머니가 시부차리 자시를 불태우고 도망자들을 살해했다. 이에 대응하여 샤쿠샤인은 우라카와 아이누를 보내 아쓰베쓰 자시를 공격하게 했다. 머스켓 총격에 밀려났던 그들은 더 큰 병력을 이끌고 돌아와 자시를 점령했는데, 이는 많은 수비대가 식량을 구하러 나간 후였다. 이듬해 분쟁은 일본인들과의 전투로 확대되었다. 평화 회담이 주선되었으나, 일본인들이 회담 도중 샤쿠샤인의 술에 독을 타 그를 살해했다. 시부차리 자시는 다시 한 번 불에 타 무너졌다.

## 알려진 자시

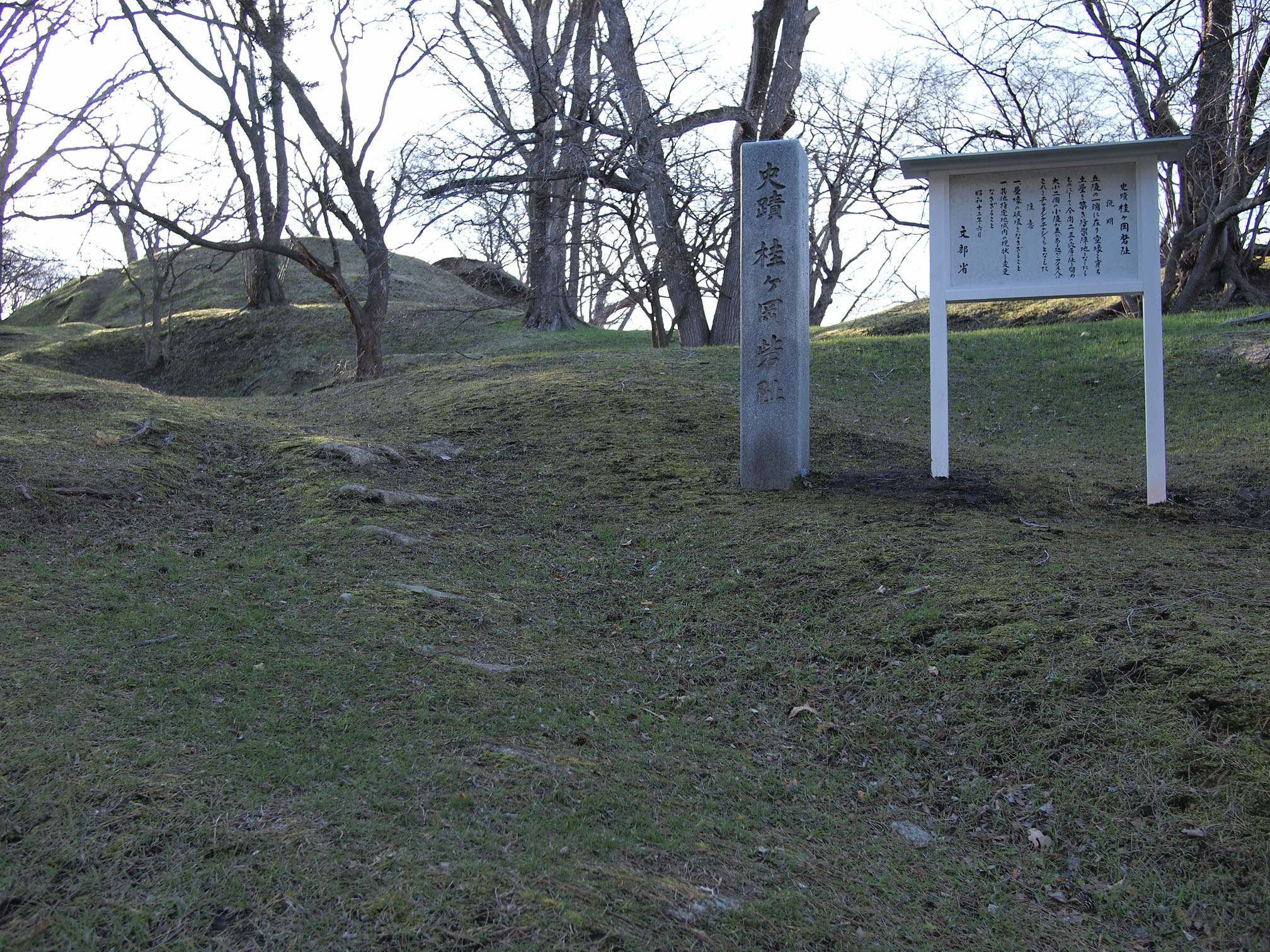
가쓰라가오카 자시(사적)

고고학자들이 확인한 약 530개의 자시 중 8곳이 국가 사적으로 지정되었다. 오타푼베 자시, 시베차리강 자시와 아페쓰 자시, 모시리야 자시, 유쿠에피라 자시, 가쓰라가오카 자시, 네무로 반도 자시, 쓰루가타이차란케 자시이다. 그 외에도 아라시야마 자시, 하루토루 자시, 오니비시의 자시, 사루시나 자시, 사시루이 자시, 세타나이 자시, 우라이케 자시 등이 알려져 있다. 시레토코반도에는 19개의 자시가 있지만, 이 지역은 자연유산으로만 유네스코 세계유산에 등재되어 있으며 복합유산으로는 등재되지 않았다.

## 기능
자시는 경쟁 관계에 있는 다른 아이누족으로부터의 방어 기능 외에도 집회와 의례의 중심지 역할을 했다. 또한 "족장 권력의 가시적 상징"으로도 기능했다. 구전 설화인 우에페케르에 따르면, 앗케시와 네무로의 아이누들은 "좋은 보물"을 노리고 우라이케 자시를 공격했으며, 다른 자시들은 사슴고기와 말린 연어를 찾아 헤매던 굶주린 아이누들의 공격을 받기도 했다.

## 같이 보기
- 일본의 성
- 구스쿠